# Agrostis barbigera
Agrostis barbigera é uma espécie de gramínea do gênero Agrostis, pertencente à família Poaceae.